# 96.ª Brigada Mixta (Ejército Popular de la República)
La 96.ª Brigada Mixta fue una unidad del Ejército Popular de la República que tomó parte en la Guerra Civil Española. A lo largo de la contienda la brigada estuvo presente en los frentes de Extremadura y Levante, agregada a la 39.ª División. Entre los integrantes de la brigada un importante porcentaje de los mismos procedía del ámbito taurino. 
A veces es denominada como la «brigada de los toreros».

## Historial
La unidad fue creada en junio de 1937, en Murcia, a partir de un batallón de la 22.ª Brigada Mixta y reclutas procedentes de las quintas de 1932, 1933, 1934 y 1935. El mando inicial de la unidad recayó en el comandante de infantería Manuel Fermín Abeytúa, que solo ostentó el mando durante el periodo de formación; sería sustituido por el mayor de milicias Luis Prados Fernández «Litri», antiguo novillero que al comienzo de la guerra había mandado las milicias «taurinas» en el frente de Madrid. El comisario fue el peruano Ernesto Rojas Zavala, del PCE. La unidad sería asignada a la 39.ª División del XIII Cuerpo de Ejército, en el frente de Teruel.
Poco después de finalizar su instrucción, el 7 de julio fue enviada al sector de Gea de Albarracín. Siete días después estableció una línea defensiva en el frente de Noguera-Griegos-Guadalaviar-Torres de Albarracín. A finales de año participó en la batalla de Teruel, donde sin embargo no tuvo una buena actuación. Hacia el 14 de enero de 1938 se encontraba en el sector de «Las Celadas» y «El Muletón», que fue atacado por las fuerzas franquistas; como consecuencia, la 96.ª BM hubo de acudir para tratar de cerrar la brecha abierta. Unas semanas después, el 6 de febrero, hubo de acudir en auxilio de las fuerzas republicanas en el frente de Alfambra.
El 24 de abril de 1938, en el contexto de la campaña de Levante, contraatacó en la posición de «El Cerro», iniciando entonces una lenta retirada hacia la Sierra del Pobo, adonde llegaría el 2 de mayo. Para el 18 de junio la 96.ª BM ocupaba las posiciones que había en torno al «Corral Blanco». Durante estas operaciones la unidad sufrió un fuerte desgaste. Finalizadas las batallas de Levante, durante los siguientes la 96.ª BM permaneció en el frente de Levante hasta el final de la guerra, en marzo de 1939.

## Mandos
Comandantes
- Comandante de infantería Manuel Fermín Abeytúa;
- Mayor de milicias Luis Prados Fernández;[6]
- Mayor de milicias Silvestre Gómez Sánchez;[7]

Comisarios
- Ernesto Rojas Zavala, del PCE;[8][9]

Jefes de Estado Mayor
- mayor de milicias Francisco Carbonell Vaquero;